# Onça de Pitangui
Onça de Pitangui är en kommun i Brasilien.   Den ligger i delstaten Minas Gerais, i den sydöstra delen av landet, 500 km sydost om huvudstaden Brasília. Antalet invånare är 3 197.
Omgivningarna runt Onça de Pitangui är huvudsakligen savann. Runt Onça de Pitangui är det ganska tätbefolkat, med 230 invånare per kvadratkilometer.